# 中华人民共和国国务院已撤销机构列表
下表列出中华人民共和国国务院在历次国务院机构改革中撤销的机构，有些机构可能经过了多次撤销和建立，而有些机构则是更名、升格或降格，在此均一併列出。

## 国务院组成部门

### 部
- 铁道部
- 卫生部
- 兵器工业部
- 电力工业部
- 电子工业部
- 纺织工业部
- 航空航天工业部
- 化学工业部
- 机械电子部
- 机械电子工业部
- 机械工业部
- 森林工业部
- 食品工业部
- 石油工业部
- 城市服务部
- 城乡建设环境保护部
- 地质部/地质矿产部
- 第一机械工业部
- 第二机械工业部/核工业部
- 第三机械工业部/航空工业部
- 第四机械工业部
- 第五机械工业部
- 第六机械工业部
- 第七机械工业部/航天工业部
- 轻工业部/第一轻工业部
- 第二轻工业部
- 对外经济联络部
- 对外经济贸易部/对外贸易经济合作部
- 对外贸易部
- 高等教育部
- 广播电影电视部
- 建设部
- 建筑材料工业部
- 建筑工程部
- 交通部
- 劳动部
- 勞動和社會保障部
- 劳动人事部
- 粮食部
- 林业部
- 煤炭工业部
- 内务部
- 能源部
- 农垦部
- 农林部
- 农牧渔业部
- 农业机械部
- 燃料工业部
- 燃料化学工业部
- 人事部
- 商业部
- 水产部
- 水利电力部
- 物资部
- 信息產業部
- 冶金工业部
- 邮电部
- 重工业部
- 国土资源部
- 环境保护部
- 农业部
- 文化部
- 监察部

### 委员会
- 对外经济贸易委员会
- 国防科学技术工业委员会
- 国家基本建设委员会
- 国家计划委员会
- 国家计划生育委员会
- 国家技术委员会
- 国家教育委员会
- 国家经济委员会
- 国家经济贸易委员会
- 国家经济体制改革委员会
- 国家科学技术委员会
- 国家体育运动委员会
- 华侨事务委员会
- 国务院科学规划委员会
- 国家机械工业委员会
- 国家卫生和计划生育委员会

## 国务院直属机构

### 国务院直属总局
- 国家机械设备成套总局（1979－1982）
- 国家仪器仪表工业总局（1979－1982）
- 中国民用航空总局
- 国家安全生产监督管理总局
- 国家工商行政管理总局
- 国家质量监督检验检疫总局
- 国家食品药品监督管理总局

### 国务院直属国家局
- 国家物价局
- 国家技术监督局
- 国家环境保护局
- 国家土地管理局
- 国家医药管理局
- 国家建筑材料工业局
- 国家新闻出版总署
- 国家广播电影电视总局
- 国家新闻出版广电总局
- 国家海洋局
- 国家测绘地理信息局
- 国家旅游局
- 国家预防腐败局
- 国家粮食局
- 国家林业局

## 国务院办事机构
- 国务院外事办公室
- 国务院特区办公室
- 国务院第一办公室（政法办公室，管理内务、公安、司法、监察部）
- 国务院第二办公室（文教办公室，管理文化、高等教育、教育、卫生部和新华通讯社、广播事业局）
- 国务院第三办公室（重工业办公室）
- 国务院第四办公室（轻工业办公室）
- 国务院第五办公室（财金贸办公室）
- 国务院第六办公室（交通办公室）
- 国务院第七办公室（农林水办公室）
- 国务院第八办公室（管理私营企业改造工作和中央工商行政管理局）
- 国务院工业交通办公室

## 国务院直属事业单位

### 正部级
- 中国银行业监督管理委员会
- 中国保险监督管理委员会
- 中国银行保险监督管理委员会

### 副部级
- 中国地震局（调整为应急管理部管理的事业单位）

## 国务院部委管理的国家局
- 国家物资局
- 国家计量局
- 国家标准局
- 国家黄金管理局
- 国家粮食储备局
- 国家国有资产管理局
- 国家矿产储量管理局
- 国家进出口商品检验局
- 国家有色金属工业局
- 国家药品监督管理局→国家食品药品监督管理局

## 国务院议事协调机构
2008年撤销
| 被撤销的国务院议事协调机构                                | 相应工作承担部门                                                               |
| --------------------------------------------------------- | ------------------------------------------------------------------------------ |
| 国家能源领导小组                                          | 国家能源委员会                                                                 |
| 国家处置劫机事件领导小组                                  | 中国民用航空局                                                                 |
| 国务院行政审批制度改革工作领导小组                        | 监察部等有关部门                                                               |
| 国家中长期科学和技术发展规划领导小组                      | 科学技术部                                                                     |
| 国家生物技术研究开发与促进产业化领导小组                  | 科学技术部                                                                     |
| 国务院产品质量和食品安全领导小组                          | 产品质量：国家质检总局                                                         |
| 国务院产品质量和食品安全领导小组                          | 食品安全：卫生部                                                               |
| 全国防治非典型肺炎指挥部                                  | 卫生部                                                                         |
| 国务院血吸虫病防治工作领导小组                            | 卫生部                                                                         |
| 国务院城市社区卫生工作领导小组                            | 卫生部                                                                         |
| 全国整顿和规范市场经济秩序领导小组                        | 商务部                                                                         |
| 对台经贸工作协调小组                                      | 商务部                                                                         |
| 世贸组织和自贸区工作小组                                  | 商务部                                                                         |
| 国家知识产权战略制定工作领导小组                          | 国家知识产权局                                                                 |
| 国家保护知识产权工作组                                    | 国家知识产权局                                                                 |
| 全国服务业发展领导小组                                    | 国家发展和改革委员会                                                           |
| 国家核电自主化工作领导小组                                | 国家发展和改革委员会                                                           |
| 全国防治高致病性禽流感指挥部                              | 农业部                                                                         |
| 全国农村义务教育经费保障机制改革领导小组                  | 财政部                                                                         |
| 国家西部地区“两基”攻坚领导小组                            | 教育部                                                                         |
| 国家中西部农村初中校舍改造工程领导小组                    | 教育部                                                                         |
| 国家汉语国际推广领导小组                                  | 教育部                                                                         |
| 全民科学素质工作领导小组                                  | 中国科学技术协会                                                               |
| 国家文化遗产保护领导小组                                  | 文化部                                                                         |
| 国家清史纂修领导小组 （对外称：中国国家清史纂修领导小组） | 文化部                                                                         |
| 国家履行《禁止化学武器公约》工作领导小组                  | 工业和信息化部 原材料工业司 （保留国家履行《禁止化学武器公约》工作办公室名义） |

2018年撤销
- 国务院深化医药卫生体制改革领导小组
- 国务院三峡工程建设委员会
- 国务院南水北调工程建设委员会

2023年撤销
- 国家科技领导小组
- 国家科技体制改革和创新体系建设领导小组

## 国务院常设派出机构
- 国有重点大型企业监事会

## 国务院临时派出机构
- 各国务院调查组

## 国务院序列其他单位
- 中国人民武装警察部队（在深化国防和军队改革中转隶中央军事委员会）